# Frédéric Cassivi
Frédéric Cassivi (Sorel, Quebec, 12. lipnja 1975.) kanadski je profesionalni hokejaš na ledu. Igra na poziciji vratara.

## Karijera

### AHL/NHL karijera
1994. godine birali su ga Ottawa Senatorsi, u devetoj rundi, kao 211. ukupno na draftu NHL-a. U sljedećih sedam godina nastupao je igrajući u AHL-u. Tamo je branio boje Syracuse Cruncha, Worcester IceCatas, Cincinnati Cyclonesa i Hershey Bearsa. 2002. postaje članom Atlanta Thrashersa u NHL-u i ondje je proveo dvije sezone, iako je većinu vremena igrao za njihovu AHL podružnicu Chicago Wolves. Sljedećih šest sezona proveo je između AHL-a i NHL-a nastupajući za Cincinnati Mighty Duckse i Hershey Bearse, odnosno Washington Capitalse. Tijekom igranja za Hershey Bearse u sezoni 2005./06. osvojio je Jack A. Butterfield Trophy, nagradu za najkorisnijeg igrača doigravanja. Cassivi je odigrao točno 500 susreta u AHL-u i postao petim vratarom svih vremena po broju pobjeda koje je njegova ekipa ostvarila s njim u igri (232), odnosno osmim vratarom svih vremena AHL-a po broju neprimljenih pogodaka (24). Iako je imao odličnu karijeru u AHL-u, nije dobio pravu priliku u najjačoj hokejaškoj ligi na svijetu. Priliku u NHL-u dobivao je na kapaljku, odigravši samo 13 susreta. 

### Europa
2008. godine karijeru nastavlja u njemačkom DEL-u za Sinupret Ice Tigers Nurnberg, a sljedeće sezone debitira u EBEL-u za austrijski Vienna Capitals.

## Vanjske poveznice
- Profil na The Internet Hockey Database
- Profil na Legends of Hockey